# VIII. Ramszesz
VIII. Ramszesz (uralkodói nevén Uszermaatré Ahenamon; ? – i. e. 1128) az ókori egyiptomi XX. dinasztia hetedik fáraója i. e. 1129-től haláláig.

## Uralkodása
III. Ramszesz egyik utolsó még életben lévő fia lehetett; ez magyarázza, hogy csak rövid ideig uralkodott, már idős emberként léphetett a trónra testvérei és unokaöccsei halála után. Trónra lépése előtt Széthherkhopsefnek hívták. Hercegként ábrázolták apja Medinet Habu-i templomán, és egy sír is készült számára a Királynék völgyében (ahová nemcsak a királynékat, hanem a hercegeket és hercegnőket is temették), a QV43.
Uralkodásának hosszát általában egy évre teszik, bár felmerült az is, hogy két évig uralkodott.
Kevés épület vagy felirat maradt fenn uralkodása idejéből: egy Medinet Habu-i felirat, egy említés Hori abüdoszi sztéléjén (Berlin 2081-es sztélé) és egy szkarabeusz. Az egyetlen dátum, ami uralkodása idejéből fennmaradt, Kienebu thébai sírjában található, az első uralkodási év peret évszakának I. hava 2. napján keletkezett.
Ő dinasztiája egyetlen fáraója, akinek Királyok völgye-beli sírját nem sikerült teljes bizonyossággal azonosítani, bár feltételezik, hogy Montuherkhopsef herceg, IX. Ramszesz fia sírja, a KV19 építését eredetileg ő kezdte meg.